# Gota (líquid)

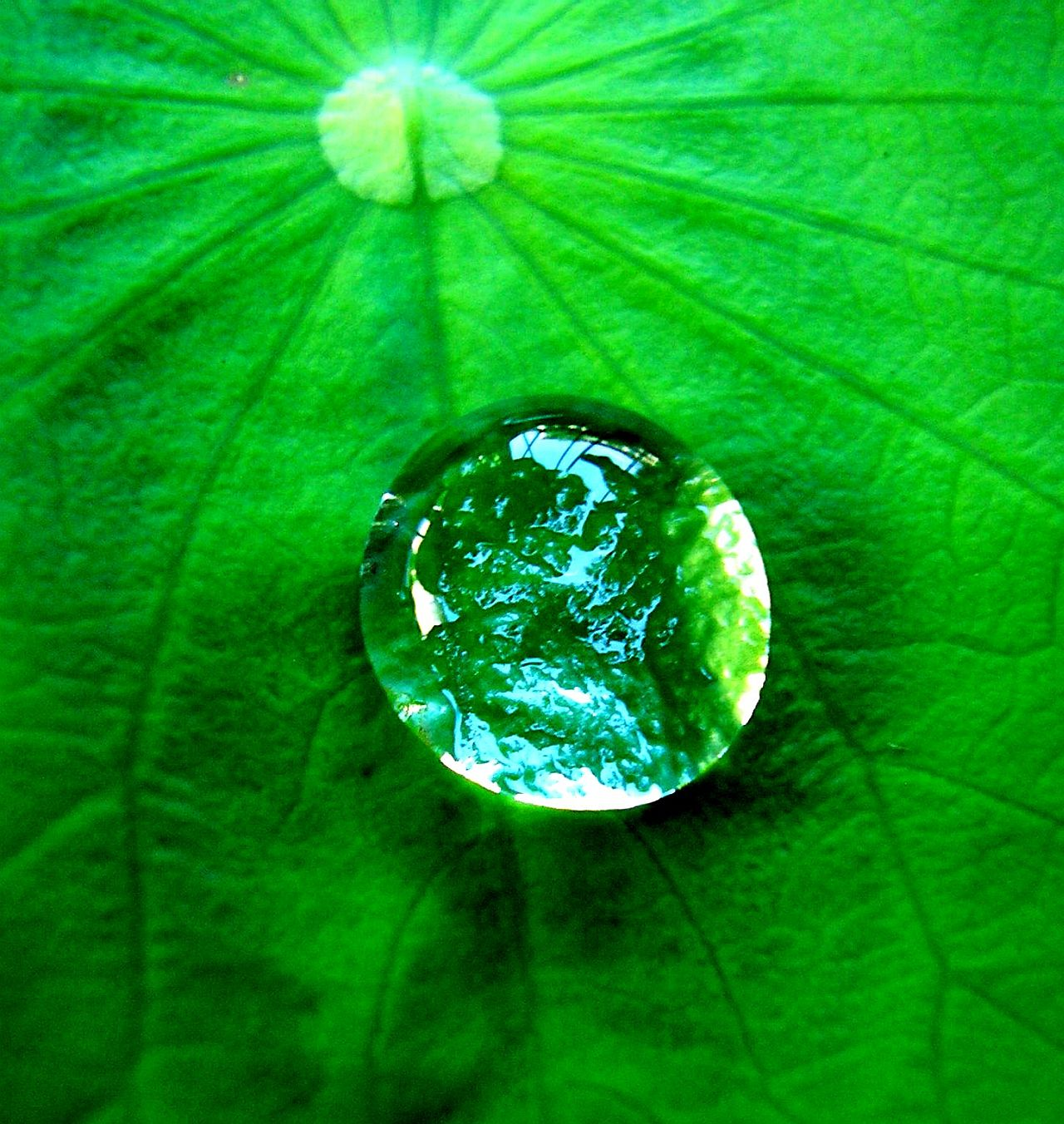
Une gota d'aigua sobre la fulla d'una planta molt hidròfoba

Gota

En física, una gota és una petita quantitat de líquid en la qual la tensió superficial és important.
Una gota està totalment envoltada o com a mínim quasi completament envoltada per una superfície lliure. Una gota es pot formar quan el líquid s'acumula a la part final més baixa d'un tub o una altra superfície formant una gota penjant. També es poden formar les gotes per la condensació de vapor o per atomització d'una massa de líquid més grossa.

## Tensió superficial

Gota penjant.

Els líquids formen gotes, ja que els líquids tenen tensió superficial.
Una manera simple de formar una gota és deixar que el líquid flueixi lentament des d'un tub vertical de diàmetre petit. La tensió superfícial del líquid causa que aquest pengi del tub formant una gota que penja. Quan la gota ultrapassa una determinada mida ja no és estable i cau. Aquest líquid quan cau també és una gota que la tensió superficial manté unida.

## Test de la gota penjant
En una gota penjant, una gota de líquid penja de l'extrem d'un tub gràcies a la tensió superficial. La força deguda a la tensió superficial és proporcional a la llargada del contorn entre el líquid i el tub, amb la constant de proporcionalitat que normalment es representa com: {\displaystyle \gamma }. Ja que la llargada del contorn és la superfície del tub, la força de la tensió superficial és donada per 
{\displaystyle \,F_{\gamma }=\pi d\gamma }
On d és el diàmetre del tub.
La massa m de la gota que penja de l'extrem del tub pot ser trobada resolent l'equació de la força deguda a la gravetat ({\displaystyle F_{g}=mg}) amb el component de la tensió superficial en la direcció vertical ({\displaystyle F_{\gamma }\sin \alpha }) giving the formula
{\displaystyle \,mg=\pi d\gamma \sin \alpha }
On α és l'angle de contacte amb el tub, i g és l'acceleració deguda a la gravetat.
El límit d'aquesta fórmula, quan α va cap a 90°, dona el pes màxim de la gota penjant per a una tensió superficial donada, {\displaystyle \gamma }.
{\displaystyle \,mg=\pi d\gamma }
Aquesta relació és la base d'un mètode convenient de mesurar la tensió superficial, que es fa servir molt en la indústria petroliera, també hi ha altres mètodes de fer-ho.

## Forma d'una gota

### Gota a l'aire
Per una gota d'aigua de poca dimensió (típicament 1 mm), la tensió superficial és la força dominant. Si la gota es diposita sobre una superfície molt hidròfoba, la gota adopta una forma esfèrica. Aquest estat d'equilibri correspon a un mínim de superfície.
En efecte, la pressió engendrada per la tensió superficial és proporcional a la curvatura de la superfície de la gota (pressió de Laplace). Amb l'équilibri, la pressió és constant, ja que la curvatura també ho és: una gota és esfèrica. Això també és cert en els casos en què la pesantor és negligible, és a dir en les gotes més petites que la llargada capil·lar, que és al voltant de 3 mm per l'aigua. També les gotes en moviment (de la pluja) tenen aquesta forma a aquesta escala.

### Gota sobre un sòlid
Hi ha una gran diversitat en la forma de la gota. Són les forces físiques que es presenten (pes, tensió superficial, inèrcia per a una gota en moviment) les que en determinen la forma.
Un gota estàtica sobre un sòlid es pot descriure de la mateixa menara que una gota a l'aire. Si és prou petita la forma la determina només la tensió superficial. Per contra, l'angle de contacte amb el qual la gota descansa sobre el sòlid depèn de les condicions de mullant. Al final, la gota tindrà una forma de casquet esfèric (vegeu la imatge).

Forma d'una gota dipositada sobre un líquid en funció de la seva mida (comparada a la llargada capil·lar.

Si la gota d'aigua és més gran, típicament d'una mida superior a la llargada capil·lar queda aplanada per la gravetat esdevenint un bassalet.

### Gota en moviment
Quan una gota es troba sotmesa a moviment, la seva gorma és més complicada i depèn de la geometria. Una gota que cau d'una aixeta tindrà forma de llàgrima abans de despendre's i agafar una d'esfèrica.
Une gota lliscant sobre un vidre prendrà formes ben diferents. Amb velocitat dèbil es deforma a causa de l'efecte físic mullant (histèresi de contacte). Amb velocitats més grans, la gota es pot deformar i prendre la forma d'una llàgrima.

## Microgota
El terme microgota (droplet en anglès) es fa servir per les gotes amb un diàmetre menor de 500µm En l'aplicació de plaguicides, la dosi (partícules efectives) és en funció del volum.

## Òptica
Degut al diferent índex refractiu de l'aigua i de l'atmosfera de la Terra, la refracció i la reflexió físiques passen en la superfície de les gots d'aigua de pluja portant a la formació de l'arc de Sant Martí.

## So
La font principal de so quan una gota colpeja una superfície líquida és la ressonància de les bombolles excitades atrapades sota l'aigua.

## Emulsions
En les emulsions són on les gotes troben un medi més divers i adequat on expressar-se. Una emulsió és una solutció líquida o gasosa que conté microgotes en suspensió. Els exemples més corrent són la maonesa i les cremes.
Les gotetes es fan servir com a microreactor químic o bioquímic i hi ha mètodes útils per tallar-les, barrejar-ne le contingut i controlar una cristallització, una reacció química, etc.